# Anna Azerli
Anna Azerli (n. 17 noiembrie 1980, în Wellington, Noua Zeelandă) este o cântăreață de muzică pop/operă, actriță și fotomodel italian de origine neozeelandeză.
Născută în Wellington, Noua Zeelandă, Anna este cetățeancă a Italiei. La vârsta de 8 ani a rămas fără părinți și a crescut în Italia la niște rude, care au emigrat anterior din Rusia și de aceea ea cunoaște limba rusă și este atașată de Rusia. Pe durata carierei sale ea a evoluat pe scene bine-cunoscut ca La Scala, Metropolitan Opera, Carnegie Hall, iar ulterior a semnat un contract cu Universal Music.
În 2014 ea a devenit cunoscută după ce a înregistrat o piesă în rusă intitulată «Возьмите меня замуж, президент!» (“Ia-mă de nevastă, domnule președinte!”) adresată președintelui Rusiei Vladimir Putin.